# Sottoprefetto
Un sottoprefetto è un alto funzionario governativo in diversi paesi, tra cui Brasile e Francia.
In Brasile, un sottoprefetto (subprefeito) è il più alto funzionario di una sottoprefettura, che è una suddivisione di alcuni grandi comuni (San Paolo, Rio de Janeiro). Il sottoprefetto serve sotto il prefetto del comune (prefeito).
In Francia, un sottoprefetto (sous-préfet) è il più alto funzionario di un arrondissement, che è una suddivisione di un dipartimento. Il sottoprefetto è nominato dal Presidente della Repubblica francese e presta servizio sotto il prefetto di dipartimento (préfet).